# Éperon barré de la pointe du Châtelet
L'éperon barré de la pointe du Châtelet, également appelé la Redoute romaine, est un site archéologique de l'Âge du fer situé dans la commune de L'Île-d'Yeu, sur l’île d'Yeu, dans le département français de la Vendée.

## Localisation
Le site est localisé sur la pointe du Châtelet, promontoire rocheux de la côte sud-ouest de l'île d'Yeu. Il est du type éperon barré, protégé par une double fortification.

## Historique
En 1985, Nicolas Rouzeau y a effectué un sondage.

## Description
La première fortification est constituée d'un rempart rectiligne qui s'étire sur plus de 250 m de longueur, 20 m de largeur, avec un dénivelé de 2,50 m de hauteur. Ce rempart est composé de deux murs parallèles, constitués de grosses dalles espacées d'environ 4 m. L'espace entre ces deux murs de parement a été comblé avec de la terre et de la pierraille. Des traces d'une palissade ont été relevées au sommet du rempart. Côté nord, le rempart est doublé par deux fossés. Le premier fossé mesure 4,50 m de large sur 2 m de profondeur, le second est de moindres proportions. Les tessons de céramique trouvés sur place ont permis de dater l'enceinte de La Tène finale (150 - 58 av. J.-C.).
Un second talus artificiel, de 21 m de longueur, barre l'extrémité sud-ouest de la pointe. Il est précédé d'un fossé, toujours visible, de 4 m de largeur, lui-même précédé d'une ceinture de pierrailles parfaitement parallèle au fossé. Le mobilier archéologique collecté dans l'enceinte ainsi délimitée témoigne d'une occupation vraisemblable dès le Néolithique.